# Sony Pictures Imageworks
Sony Pictures Imageworks Inc. là một xưởng phim hoạt hình máy tính và hiệu ứng hình ảnh của Canada có trụ sở chính tại Vancouver, British Columbia và Montréal, Québec, cùng một văn phòng thuộc Sony Pictures Studios ở Thành phố Culver, California. Sony Pictures Imageworks là một đơn vị của Sony Pictures Motion Picture Group trực thuộc Sony Pictures Entertainment. Công ty đã được Viện Hàn lâm Khoa học và Nghệ thuật Điện ảnh Hoa Kỳ công nhận giải Oscar cho tác phẩm Người Nhện 2 và phim ngắn hoạt hình máy tính The ChubbChubbs!, cũng như nhận được nhiều đề cử cho các tác phẩm khác của hãng. Sony Pictures Imageworks đã đảm nhận phần hiệu ứng hình ảnh cho nhiều bộ phim; trong đó có Cá mập siêu bạo chúa, Đặc vụ áo đen: Sứ mệnh toàn cầu và Người Nhện xa nhà. Hãng cũng cung cấp dịch vụ cho một số bộ phim của đạo diễn Robert Zemeckis, bao gồm Contact, Cast Away, The Polar Express và Beowulf.
Kể từ khi thành lập công ty chị em Sony Pictures Animation vào năm 2002, Sony Pictures Imageworks đã tiếp tục sản xuất hoạt hình cho gần như tất cả các bộ phim của Sony Pictures Animation, bao gồm Mùa săn, Surf's Up, Người Nhện: Vũ trụ mới, và các phim thuộc thương hiệu Cơn mưa thịt viên, Xì Trum và Khách sạn huyền bí, cùng với phim hoạt hình cho các hãng phim khác như Giáng sinh phiêu lưu ký cho Aardman Animations (đồng sản xuất với SPA), Tiểu đội cò bay và Chân Nhỏ, bạn ở đâu? cho Warner Animation Group, Phim Angry Birds và Phim Angry Birds 2 cho Rovio Animation (đồng sản xuất với SPA và Rovio), Vươn tới cung trăng cho Netflix và Pearl Studio, và Quái vật biển khơi cho Netflix Animation.

## Lịch sử
Sony Pictures Imageworks được thành lập vào năm 1992 với năm nhân viên sử dụng máy tính để lên kế hoạch cho những cảnh phim phức tạp trong những tác phẩm người đóng. Nằm trong tòa nhà TriStar trước đây, tác phẩm đầu tiên của họ là bản hình ảnh hóa trước cho bộ phim Striking Distance năm 1993. Để lấp đầy khoảng trống giữa các đầu việc VFX, Sony Pictures Imageworks quyết định tham gia vào lĩnh vực kinh doanh hoạt hình vốn đem lại lợi nhuận cao hơn. Nỗ lực hoạt họa độc lập đầu tiên của hãng là phim ngắn The ChubbChubbs! do Eric Armstrong đạo diễn. Năm 2002, tác phẩm này đoạt giải Oscar cho Phim hoạt hình ngắn xuất sắc nhất. Early Bloomer, phát hành năm 2003, là phim ngắn thứ hai của công ty và ban đầu được thực hiện như một bài tập viết kịch bản phân cảnh. Sony Pictures Imageworks hoàn thành dự án phim điện ảnh hoạt hình đầu tiên vào năm 2006 với tác phẩm Mùa săn – trong đó phần sản xuất được thực hiện bởi công ty chị em Sony Pictures Animation.
Năm 2007, Sony Pictures Imageworks mua lại xưởng kỹ xảo FrameFlow của Ấn Độ để tận dụng chi phí lao động thấp hơn. Xưởng này sau đó được đổi tên thành Imageworks India, một cơ sở hiện đại được mở tại Chennai một năm sau đó. Để thúc đẩy việc miễn giảm thuế tại New Mexico cũng như tận dụng nguồn nhân tài, một cơ sở sản xuất vệ tinh đã được mở vào năm 2007 tại Albuquerque, trở thành cơ sở sản xuất hậu kỳ lớn nhất ở bang này. Năm 2010, Sony Pictures Imageworks mở một xưởng sản xuất ở Vancouver, British Columbia để tận dụng nguồn nhân tài địa phương và các ưu đãi cho sản xuất điện ảnh từ chính phủ. Hai năm sau, hãng phim đã tăng gấp đôi cơ sở vật chất ở Vancouver. Đồng thời, xưởng phim Albuquerque bị đóng cửa do trợ cấp của New Mexico giảm và khó thu hút các nghệ sĩ chuyển đến đó.
Đầu năm 2014, như một phần trong động thái cắt giảm chi phí của Sony, SPI đã chuyển một phần đội ngũ công nghệ của hãng từ trụ sở chính ở Thành phố Culver đến Vancouver. Đến tháng 5 năm 2014, toàn bộ trụ sở chính và hoạt động sản xuất đã được chuyển đến Vancouver, chỉ còn lại một văn phòng nhỏ ở Thành phố Culver. Đồng thời, SPI đóng cửa xưởng phim ở Ấn Độ, sa thải khoảng 100 nhân sự. Một năm sau, hơn 700 nghệ sĩ chuyển đến trụ sở mới rộng 74.000 foot vuông ở Vancouver.